# Avon (Ohio)
Avon ist eine City im Lorain County, Ohio, Vereinigte Staaten. Bei der Volkszählung im Jahr 2020 hatte der Ort 24.847 Einwohner.

## Geographie
Nach den Angaben des United States Census Bureaus hat die Stadt eine Fläche von 54,1 km², wovon 54,0 km² auf Land und 0,1 km² (= 0,10 %) auf Gewässer entfallen.
Benachbarte Orte sind Sheffield Lake, Avon Lake, Bay Village, Sheffield, Westlake, Elyria, North Ridgeville und North Olmsted.

## Geschichte
In die siebte Township der 16. Reihe in der Western Reserve strebten 1814 die ersten ständigen Bewohner, die aus dem Montgomery County in New York kommend von Wilbur Cahoon angeführt wurden. Die Township wurde von der Dover Township aus verwaltet und gehörte damals zum Cuyahoga County. 1818 wurde das Gebiet gegründet und zunächst Xeuma und später Troy genannt. 1824 wurde das Lorain County gegründet und der Name von Troy in Avon geändert. 1825 erhielt der Ort ein Postamt. Schließlich wurde die ganze Township als City statuiert.

## Demographie
Zum Zeitpunkt des United States Census 2000 bewohnten Avon 11.446 Personen. Die Bevölkerungsdichte betrug 211,8 Personen pro km². Es gab 4291 Wohneinheiten, durchschnittlich 79,4 pro km². Die Bevölkerung Avons bestand zu 97,02 % aus Weißen, 0,72 % Schwarzen oder African American, 0,17 % Native American, 1,03 % Asian, 0,24 % gaben an, anderen Rassen anzugehören und 3,18 % nannten zwei oder mehr Rassen. 1,28 % der Bevölkerung erklärten, Hispanos oder Latinos jeglicher Rasse zu sein.
Die Bewohner Avons verteilten sich auf 4088 Haushalte, von denen in 37,9 % Kinder unter 18 Jahren lebten. 67,7 % der Haushalte stellten Verheiratete, 6,4 % hatten einen weiblichen Haushaltsvorstand ohne Ehemann und 23,1 % bildeten keine Familien. 19,7 % der Haushalte bestanden aus Einzelpersonen und in 6,8 % aller Haushalte lebte jemand im Alter von 65 Jahren oder mehr alleine. Die durchschnittliche Haushaltsgröße betrug 2,72 und die durchschnittliche Familiengröße 3,15 Personen.
Die Stadtbevölkerung verteilte sich auf 27,6 % Minderjährige, 4,7 % 18–24-Jährige, 31,5 % 25–44-Jährige, 23,8 % 45–64-Jährige und 12,4 % im Alter von 65 Jahren oder mehr. Das Durchschnittsalter betrug 38 Jahre. Auf jeweils 100 Frauen entfielen 94,9 Männer. Bei den über 18-Jährigen entfielen auf 100 Frauen 92,6 Männer.
Das mittlere Haushaltseinkommen in Avon betrug 66.747 US-Dollar und das mittlere Familieneinkommen erreichte die Höhe von 75.951 US-Dollar. Das Durchschnittseinkommen der Männer betrug 53.973 US-Dollar, gegenüber 31.660 US-Dollar bei den Frauen. Das Pro-Kopf-Einkommen in Avon war 28.334 US-Dollar. 1,9 % der Bevölkerung und 1,0 % der Familien hatten ein Einkommen unterhalb der Armutsgrenze, davon waren 0,9 % der Minderjährigen und 2,5 % der Altersgruppe 65 Jahre und mehr betroffen.

## Wirtschaft
In Avon befindet sich die Zentrale von Duck Products, einer Sparte, die zu Henkel gehört und das Warenzeichen Duck Tape besitzt. Bei dem Erzeugnis handelt es sich um Klebeband.